# Municipio de Manlius (condado de LaSalle)
El municipio de Manlius (en inglés: Manlius Township) es un municipio ubicado en el condado de LaSalle en el estado estadounidense de Illinois. En el año 2010 tenía una población de 6275 habitantes y una densidad poblacional de 99,6 personas por km².

## Geografía
Según la Oficina del Censo de los Estados Unidos, el municipio tiene una superficie total de 63 km², de la cual 61,68 km² corresponden a tierra firme y (2,1 %) 1,33 km² es agua.

## Demografía
Según el censo de 2010, había 6275 personas residiendo en el municipio de Manlius. La densidad de población era de 99,6 hab./km². De los 6275 habitantes, el municipio de Manlius estaba compuesto por el 96,29 % blancos, el 0,35 % eran afroamericanos, el 0,32 % eran amerindios, el 0,37 % eran asiáticos, el 1,16 % eran de otras razas y el 1,51 % eran de una mezcla de razas. Del total de la población el 4,22 % eran hispanos o latinos de cualquier raza.